# Câmpurelu
Câmpurelu – wieś w Rumunii, w okręgu Giurgiu, w gminie Colibași. W 2011 roku liczyła 1402 mieszkańców.